# あかぎ型巡視船 (2代)
あかぎ型巡視船（英語: Akagi-class patrol vessel）は、海上保安庁が運用していた巡視船の船級。区分上はPS型、公称船型は特130トン型。

## 設計
本型は、新海洋秩序時代に対応して外洋行動能力を求められたことから、従来の特130トン型よりも更に一回り大きくなった。没水部船型はV型、船体は耐航性高張力鋼、上部構造はアルミニウム合金製である。甲板室は2層になり、操舵室は上層に移された。また甲板室の形状は、1・2番船と3～5番船、6・7番船でそれぞれ大きく異なっている。3～5番船は大阪湾での航路哨戒を主とすることから、視界確保のため操舵室を大型化しており、また6・7番船も1・2番船の運用実績を踏まえて改良されたものとなった。6・7番船は、別型の「しづき型」であると報じられたこともある。
主機関は、V型16気筒の富士-ピルスティク16PA4-V185VGディーゼルエンジン（単機出力2,400馬力）を搭載して、28ノットの速力を確保した。なお発停および非常停止を電気式としており、操舵室に設けた機関諸元監視装置から、遠隔制御・計測監視を一括して行えるようになった。
1番船は竣工当初非武装だったが、その後、同船を含めて、外洋行動向けの4隻は船首甲板に13mm単装機銃（ブローニングM2重機関銃）を装備した。

## 同型船
| 計画年度       | #      | 船名             | 建造所             | 竣工          | 配属                                         | 解役          |
| -------------- | ------ | ---------------- | ------------------ | ------------- | -------------------------------------------- | ------------- |
| 昭和54年       | PS-101 | あかぎ           | 墨田川造船         | 1980年3月26日 | 茨城(第三管区)                               | 2009年2月6日  |
| 昭和56年       | PS-102 | つくば           | 墨田川造船         | 1982年2月24日 | 銚子(第三管区)                               | 2009年2月6日  |
| 昭和61年       | PS-103 | こんごう         | 石原造船所高砂工場 | 1987年3月16日 | 大阪(第五管区) →海南(第五管区)               | 2012年6月22日 |
| 昭和62年度補正 | PS-104 | かつらぎ         | 横浜ヨット         | 1988年3月24日 | 大阪(第五管区)                               | 2011年4月1日  |
| 昭和62年度補正 | PS-105 | ひろみね →びざん | 石原造船所高砂工場 | 1988年3月24日 | 姫路(第五管区) →小松島（現：徳島）(第五管区) | 2011年4月1日  |
| 昭和62年度補正 | PS-106 | しづき           | 墨田川造船         | 1988年3月24日 | 萩(第七管区)                                 | 2012年2月7日  |
| 昭和62年度補正 | PS-107 | たかちほ         | 墨田川造船         | 1988年3月24日 | 細島(第十管区)                               | 2011年8月1日  |

## 登場作品

### 映画・テレビドラマ
『LIMIT OF LOVE 海猿』
「たかちほ」が登場。鹿児島港沖でカーフェリーが座礁する海難事故が発生したことを受け、現場海域に急行し救助活動を行う。
『仮面ライダークウガ』
第41話に「あかぎ」が登場。一条刑事を乗船させ、未確認生命体第44号「ゴ・ジャーザ・ギ」の襲撃を受ける「さんふらわあ号」へ救助に向かう。